# Euphranta dissoluta
Euphranta dissoluta
 es una especie de insecto del género Euphranta de la familia Tephritidae del orden Diptera. 
Mario Bezzi la describió científicamente por primera vez en el año 1913.